# Lianyuan
Lianyuan (en chino, 涟源; pinyin, Liányuán) es un municipio  bajo la administración directa de la Prefectura Loudi en la Provincia de Hunan, República Popular China.  Su área es de 1829 km² y su población total para 2010 superó el 1,16 millón de habitantes. 

## Administración
Desde junio de 2023, el  Municipio Lianyuan se divide en 20 pueblos que se administran en 3 subdistritos,  15 poblados y 2 villas.

## Toponimia
El topónimo Lianyuan significa "la fuente del (río) Lian".